# Pełczyce
Pełczyce (Duits: Bernstein) is een stad in het Poolse woiwodschap West-Pommeren, gelegen in de powiat Choszczeński. De oppervlakte bedraagt 13,07 km², het inwonertal 2669 (2005).